# NGC 4217
NGC 4217 é uma galáxia espiral (Sb) localizada na direcção da constelação de Canes Venatici. Possui uma declinação de +47° 05' 24" e uma ascensão recta de 12 horas, 15 minutos e 50,6 segundos.
A galáxia NGC 4217 foi descoberta em 10 de Abril de 1788 por William Herschel.